# Trehörnan, Blekinge
Trehörnan är en sjö i Karlshamns kommun i Blekinge och ingår i Bräkneån-Mieåns kustområde. Sjön har en area på 0,195 kvadratkilometer och ligger 46,3 meter över havet. Vid provfiske har abborre, gers, gädda och mört fångats i sjön.

## Delavrinningsområde
Trehörnan ingår i det delavrinningsområde (623044-145276) som SMHI kallar för Mynnar i havet. Medelhöjden är 37 meter över havet och ytan är 23,12 kvadratkilometer. Det finns inga avrinningsområden uppströms utan avrinningsområdet är högsta punkten. Avrinningsområdets utflöde Törnerydbäcken mynnar i havet. Avrinningsområdet består mestadels av skog (58 %), öppen mark (11 %) och jordbruk (25 %). Avrinningsområdet har 0,47 kvadratkilometer vattenytor vilket ger det en sjöprocent på 2 %. Bebyggelsen i området täcker en yta av 0,32 kvadratkilometer eller 1 % av avrinningsområdet.